# Vaneeckeia centrobrunnea
Vaneeckeia centrobrunnea är en fjärilsart som beskrevs av Matsumura 1927. Vaneeckeia centrobrunnea ingår i släktet Vaneeckeia och familjen tandspinnare. Inga underarter finns listade i Catalogue of Life.